# Mario Ćutuk
Mario Ćutuk (Mostar, 28 settembre 1960 – 14 maggio 2023) è stato un calciatore e allenatore di calcio croato, di ruolo difensore.

## Biografia
Nato a Mostar, la sua famiglia era originaria di Grude. Anche suo fratello maggiore Vladimir è stato un calciatore dell'Hajduk Spalato.

## Caratteristiche tecniche
È stato un terzino sinistro.

## Carriera

### Giocatore
Cresciuto nell'Hajduk Spalato dove compie tutta la trafila nelle categorie giovanili vincendo un campionato jugoslavo giovanile e due Coppe di Jugoslavia giovanili per poi, nell'agosto 1979, firmare il suo primo contratto da professionista. Il 20 ottobre dello stesso anno fa il suo debutto con i Bili, parte da titolare nel match di campionato vinto 3-1 contro il Napredak Kruševac. In seguito a diversi infortuni perde il posto fra i titolare e decide così nel 1983 di trasferirsi al Zara dove gioca fino al 1986. Dopo una breve esperienza al Rudar Ljubija passa all'Osijek dove colleziona 23 presenze ed una rete. Prima di appendere gli scarpini al chiodo veste le casacche di Borac Banja Luka e RNK Spalato.

### Allenatore
Dopo una parentesi da allenatore nelle giovanili dell'Hajduk Spalato ricopre il ruolo di vice di Ivan Gudelj, Luka Bonačić e Ivan Pudar per poi sostituire proprio quest'ultimo alla guida della prima squadra. Ricopre il ruolo di primo allenatore dei Majstori s mora solo per una partita, il match di campionato del 25 agosto 2007 vinto 2-1 contro il NK Zagabria, prima che il ruolo passi a Sergije Krešić.
Nel 2011 succede a Blaž Slišković la panchina del Široki Brijeg e, nello stesso anno, prende le redini del NK Vitez.

## Palmarès

### Giocatore

#### Competizioni giovanili
- Juniorsko prvenstvo Jugoslavije u nogometu: 1

Hajduk Spalato: 1977-1978
- Omladinski kup Jugoslavije u nogometu: 2

Hajduk Spalato: 1978-1979, 1979-1980